# Johann Friedrich von Brandt

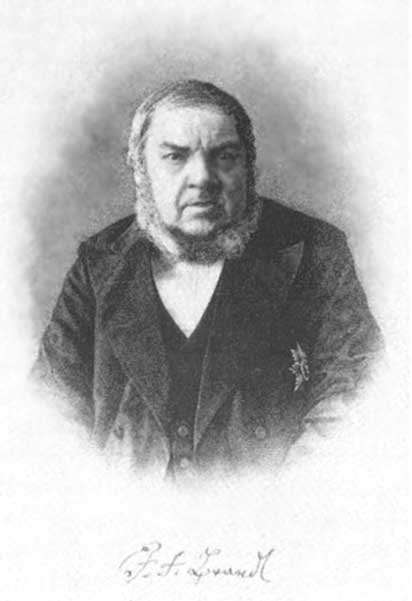
Johann Friedrich von Brandt

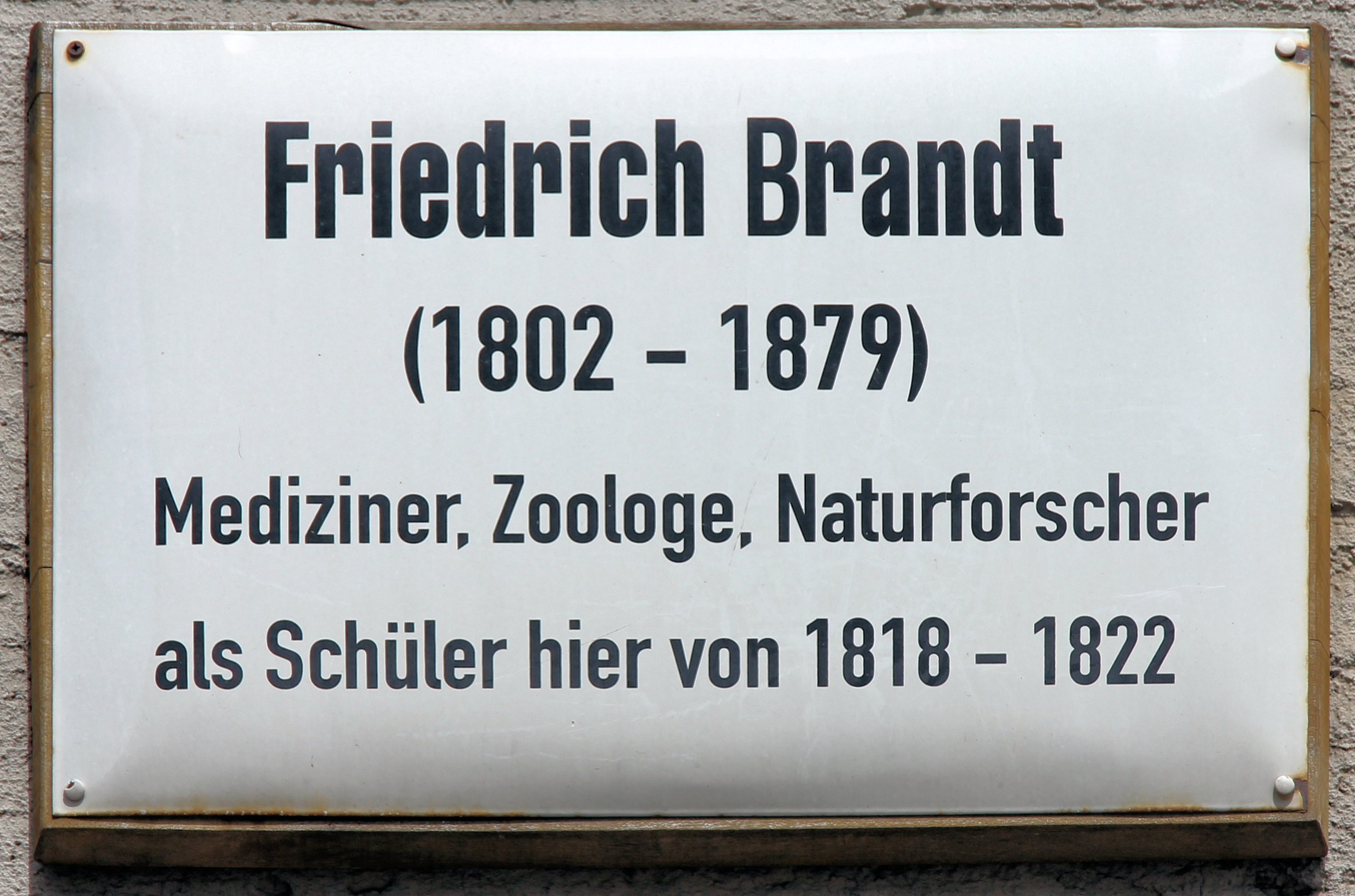
Gedenktafel am Haus Kirchplatz, in der Lutherstadt Wittenberg

Johann Friedrich von Brandt (* 25. Mai 1802 in Jüterbog, Kurfürstentum Sachsen; † 15. Juli 1879 in Merreküll, Gouvernement Estland, Russisches Kaiserreich) war ein deutscher Naturforscher, Arzt, Zoologe und Botaniker. Sein botanisches Autorenkürzel lautet „Brandt“.

## Leben
Johann Friedrich stammte aus einer Arztfamilie. Er besuchte das Gymnasium seiner Heimatstadt und jenes in Wittenberg bis 1820 und studierte 1821 an der Medizinischen Fakultät der Universität Berlin. Seine Studien erweiterte er an der philosophischen Fakultät, er unternahm in den Sommerferien Reisen in den Harz und in das Riesengebirge. Vor allem Martin Lichtenstein ermunterte ihn, sich mit der Zoologie zu beschäftigen. 1826 hatte Brandt seine medizinische Staatsprüfung absolviert und erhielt die Zulassung als Arzt, Wundarzt und Geburtshelfer. Nachdem er am 24. Januar 1826 schon seine Inauguraldissertation Observationen anatomicae de mammalium quorundam vocis instrumenta verteidigt hatte, wurde er Doktor der Medizin. In Berlin erhielt er eine Assistentenstelle und war Gehilfe am anatomischen Museum. Noch im selben Jahre begann er mit Ratzeburg die Herausgabe der Medicinischen Zoologie (erstes Heft 1827) und schrieb mehrere Artikel in das Encyklopädische Lexikon.
1828 habilitierte sich Brandt bei der Universität als Privatdozent. Seine Vorlesungen bezogen sich vom Jahre 1829 an auf „Medicinische Botanik“ und „Vegetabilische Waarenkunde und Pharmakologie“. 1829 wurden mit Ratzeburg der erste Band der medizinischen Zoologie beendet und einige Hefte der Pflanzen der Preussischen Pharmacopoe sowie der Deutschen Giftgewächse herausgegeben. Außerdem verfasste er einige Artikel für die Medicinische Encyklopädie etc. Das Jahr 1830 wurde mit solchen Arbeiten ausgefüllt, die sich teils auf den zweiten Band der Medicinischen Zoologie und die Fortsetzung der Arznei- und Giftpflanzen bezogen, teils mit einigen Monographien von Säugetieren, die den Text zu Bürdes Abbildungen merkwürdiger Säugetiere bilden. Auch begann er seine monographischen Studien über Landasseln (Onisciden) und Tausendfüßer (Myriapoden).
Da drei seiner Hoffnungen, in Berlin oder Deutschland überhaupt als Naturforscher eine baldige Existenz begründen zu können, fehlgeschlagen waren, so folgte er einem durch Alexander von Humboldt und Rudolph vermittelten Rufe an die Akademie der Wissenschaften zu St. Petersburg und verließ die Berliner Universität 1831 als außerordentlicher Professor. In St. Petersburg wurde er als Adjunkt-Direktor der zoologischen Abteilung an der Akademie der Wissenschaften. Hier veröffentlichte er seine Forschungsergebnisse in russischer Sprache, wurde 1832 außerordentlicher und 1833 ordentlicher Professor. Im Verlauf der Zeit wurde er Staatsrat und 1869 zum Geheimrat befördert.
Er begann mit dem Aufbau einer Sammlung von Präparaten heimischer Tiere, von denen viele vorher nicht in Museen vorhanden waren. Viele dieser Exemplare wurden von Nikolai Alexejewitsch Sewerzow, Nikolai M. Prschewalski, Alexander Theodor von Middendorff, Leopold von Schrenck und Gustav Radde von Expeditionen mitgebracht.
Weiterhin beschrieb er etliche Vögel, die von russischen Forschern von der Pazifikküste Amerikas mitgebracht worden waren. Darunter waren verschiedene Möwen, Enten und Kormorane. Auch schrieb er Monographien des Klippdachses, über die in den Meeren von Kamtschatka vorkommende, damals schon ausgerottete Stellersche Seekuh, über die Verbreitung des Tigers, über Mammutfunde in Sibirien, über das Dinotherium, über die fossilen Elentiere und Wale. Über 318 wissenschaftliche Aufsätze sind von ihm bekannt, und über ein Dutzend Tiere, die er entdeckte, erhielten seinen lateinischen Namensbestandteil.

## Familie
Aus seiner 1830 geschlossenen Ehe mit Auguste Weichart († 1866) sind drei Töchter und vier Söhne hervorgegangen.
Eine Tochter war Marie Amalie Fjodorowna, die Frau von Gustav Radde, und seine Enkelin war Olga Gustawowna Radde (1873–1963), die Frau von Alexander Wassiljewitsch Fomin.
Ein Sohn war der außerordentlicher Professor für Zoologie an der Universität Charkow,
Alexander Julius Brandt (russisch Александр Фёдорович Брандт Alexander Fjodorowitsch Brandt 1844–1932)

## Ehrungen
Durch seine einmaligen Forschungen gelangte Johann Friedrich von Brandt unter den damaligen Wissenschaftlern zu einer Berühmtheit. Er wurde Mitglied der Pariser Akademie und schlug bei der Aufnahme den nicht weniger berühmten Forscher Charles Darwin aus dem Feld. Ab 1833 gehörte er der Leopoldina an. Von der zaristischen Regierung geadelt, gab es wohl keine wissenschaftliche Vereinigung, in der er in Europa nicht vertreten war. Von Ehrungen, Orden und Titeln überhäuft, feierte er im Januar 1876 sein 50-jähriges Doktorjubiläum in St. Petersburg. Für ihn wurde seitens des Staates dazu eine besondere Medaille mit seinem Bildnis geprägt. Die deutsche Botschaft in Petersburg beglückwünschte ihn und es gab Ehrendiplome von vielen Seiten. Die Universitäten von Moskau und Dorpat (Tartu) ernannten ihn zum Ehrenmitglied und seine Vaterstadt Jüterbog überreichte ihm die Ehrenbürgerwürde in Moskau. Die Naturforschende Gesellschaft zu Emden ernannte ihn zum Ehrenmitglied. In der Lutherstadt Wittenberg befindet sich eine Gedenktafel am Gebäude des einstigen Gymnasiums in der Jüdenstraße, am Kirchplatz der Stadtkirche. Als 1838 La Société Cuvierienne gegründet wird, war er eines der 140 Gründungsmitglieder der Gesellschaft.
Nach Brandt benannt ist eine Gattung Brandtia Kunth aus der Familie der Süßgräser (Poaceae).

## Schriften
Botanische Schriften:
- Flora berolinensis. (1824, 1825).
- mit P. Phoebus und J. T. C. Ratzeburg: Abbildung und Beschreibung der in Deutschland wildwachsenden Giftgewächse. (1828–1838, 2. Auflage 1838).
- Abbildung und Beschreibung der in Deutschland wild wachsenden und in Gärten im Freien ausdauernden Giftgewächse nach natürlichen Familien erläutert. Band 1. Hirschwald, Berlin 1834. 2 Bände, urn:nbn:de:hbz:061:2-2387
- Abbildung und Beschreibung der in Deutschland wild wachsenden und in Gärten im Freien ausdauernden Giftgewächse nach natürlichen Familien erläutert. Band 2, mit P. Phoebus und Ratzeburg, Berlin 1838, urn:nbn:de:hbz:061:2-2274
- Deutschlands phanerogamische Giftgewächse in Abbildungen und Beschreibungen. Hirschwald in Comm., Berlin, 1834 (Digitalisat)

Darüber hinaus besorgte Johann Friedrich von Brandt die Fortsetzung des Werkes Getreue Darstellung und Beschreibung der in der Arzneykunde gebräuchlichen Gewächse von Friedrich Gottlob Hayne.
- Getreue Darstellung und Beschreibung der in der Arzneykunde gebräuchlichen Gewächse wie auch solcher, welche mit ihnen verwechselt werden können. 12 Bände, 1805–1856 (fortgesetzt von Johann Friedrich Brandt, Julius Theodor Christian Ratzeburg und Johann Friedrich Klotzsch) urn:nbn:de:hbz:061:2-135620

Weitere Schriften (mit Julius Theodor Christian Ratzeburg):
- Medizinische Zoologie oder getreue Darstellung und Beschreibung der Thiere, die in der Arzneimittellehre in Betracht kommen, Band 1. Berlin, 1829. (Digitalisat)
- Medizinische Zoologie oder getreue Darstellung und Beschreibung der Thiere, die in der Arzneimittellehre in Betracht kommen, Band 2. Berlin, 1833. (Digitalisat)